# The Island Def Jam Music Group
The Island Def Jam Music Group is een Amerikaans platenlabel, onderdeel van de Universal Music Group. Het ontstond in 1999 na een fusie van Island Records en Def Jam Recordings. In 2011 werd ook Motown Records deel van The Island Def Jam Music Group nadat het zich afsplitste van Universal Motown Republic Group.

## Labels
De platenlabels die onderdeel van The Island Def Jam Music Group zijn:
- Def Jam Recordings
- Island Records
- Mercury Records
- Roc-A-Fella Records
- Motown